# Doklam

Mapa de Doklam

Doklam, Zhoglam (en Tibetano), Droklam (en Dzongkha y Chomo) o Donglang (en chino mandarín: 洞朗, en pinyín: Dònglǎng) es una región situada en el Himalaya, en el valle de Chumbi entre Bután y China. Ambos países se disputan el control de la región. China lo considera parte del condado de Yadong, en la Región Autónoma del Tíbet; y en Bután, en el distrito de Haa.
En julio de 2017, India entró en el conflicto después de descubrir que China estaba construyendo una carretera en el territorio.